# Етъяха
Етъяха (устар. Ет-Яха) — река в России, протекает по Ямало-Ненецкому АО. Устье реки находится в 43 км по правому берегу реки Сотыпайяха. Длина реки составляет 32 км.
- В 16 км от устья по правому берегу реки впадает река Ватыльетъяха.
- В 17 км от устья по правому берегу реки впадает река Тельетъяха.

## Данные водного реестра
По данным государственного водного реестра России относится к Нижнеобскому бассейновому округу, водохозяйственный участок реки — Надым. Речной бассейн реки — Надым.
Код объекта в государственном водном реестре — 15030000112115300047828.